# Rödryggig myzomela
Rödryggig myzomela (Myzomela rubrotincta) är en fågelart i familjen honungsfåglar inom ordningen tättingar.

## Utbredning och systematik
Fågeln förekommer i centrala Moluckerna på öarna Obi och Bisa. Den kategoriserades tidigarew som underart till brun myzomela (Myzomela obscura), men urskiljs sedan 2016 som egen art av Birdlife International och IUCN, sedan 2021 även av tongivande International Ornithological Congress (IOC).

## Status
Den kategoriseras av IUCN som livskraftig.